# Foersterella areena
Foersterella areena är en stekelart som beskrevs av T.C. Narendran 2005. Foersterella areena ingår i släktet Foersterella och familjen raggsteklar. Inga underarter finns listade i Catalogue of Life.